# 参候祭
参候祭（さんぞろまつり）は愛知県北設楽郡設楽町三都橋（みつはし）に伝わる祭礼行事。
地域の氏神である津島神社に観音像を迎え、神仏に七福神らの舞を奉納する。山あいの素朴な祭りながら、400年以上に亘って伝承されている県指定の無形民俗文化財にして、国の選択無形民俗文化財。毎年11月の第2土曜日におこなわれる。

## 概要
祭は当日午後の栗島観音堂での稚児舞に始まる。次いで本尊の十一面観世音菩薩像が御輿に移され、千子（稚児）行列と共に津島神社へ向けてお練りをおこなう。この間、要所で千子の舞を披露しつつ進み、観音像を津島神社の本殿に奉安する。神社境内の拝殿前には五方旗と注連縄で囲った舞座が設けられ、舞が始まる夜まで一旦小休止となる。
夜を迎えると、舞座中央に据えられた松明と湯立釜に火が入れられ、その周りに敷かれた筵の上を七福神らの神々が禰宜と問答を繰り広げつつ様々な所作を演じる。不動明王による不動の舞を終えると、ここから七福神の舞が始まる。恵美須、毘沙門の舞と続き、人気の大黒天の舞が終わると中入りとなり、以下弁財天、布袋尊、寿老人、福禄寿が舞う。途中太平楽、駒を挟んで、最後は殿面、采はらい、獅子の舞で祭を締め括る。神々登場の際の文句「さんそうろう（参候）、それがしは（某者）××にて候」が祭りの名称の由来といわれる。
延年風流の影響に福神信仰が結びついてこれが土台となり、そこに農耕に欠かせない水を司る不動明王が加わるなどして祭りが形づくられたと考えられる。起源の詳細は不明であるが、永禄年間（1558-1570）の記録によれば、当初は田楽祭としておこなわれていたようで、田楽用の馬を折立十一面観音に献納した1549年（天文18年）にまでその歴史を遡ることができるという。一般的に年頭におこなわれる予祝芸能とは時期が異なるほか、舞座の中央に湯釜を据えることから湯立神楽との関係も指摘されている。舞台となる津島神社は1324年（正中元年）に作手郷相月村から分請したとの由緒があり、かつて田楽で用いたと思われる「翁」と記した面が遺されている。